# Cal Sarraís
Cal Sarraís és un edifici del municipi de Berga protegit com a bé cultural d'interès local.

## Descripció
Es tracta d'un habitatge unifamiliar entre mitgeres; està estructurat en planta baixa, dos pisos i golfes. La simetria és l'element definidor de la façana. La façana és arrebossada amb obertures allindanades i té balcons amb reixes de ferro forjat. Destaca una capella centrada a la façana, encastada a ella. També hi ha llindes i escuts de pedra deixada a la vista; els balcons estan fets de fusta i ceràmica per als elements decoratius. L'edifici està rematat amb uns elements motllurats just a sota del ràfec de la coberta, fet de teula àrab.

## Història
Cal Sarraís és una antiga casa del segle. XVII-XVIII, una de les poques que a Berga conserva l'estructura de casa senyorial vuitcentista. La casa, englobada en l'urbanisme ciutadà, conserva una capella posterior i un passatge que comunica la casa amb el carrer amb el passatge Pere Claris, en el cor del nucli antic de Berga.